# يان بيردن
يان بيردن (بالإنجليزية: Ian Burden)‏ هو لاعب كرة قدم بريطاني، ولد في 27 مايو 1944 في برادفورد في المملكة المتحدة. لعب مع نادي يورك سيتي.